# Mailly-Champagne
Mailly-Champagne település Franciaországban, Marne megyében. Lakosainak száma 622 fő (2022. január 1.). Mailly-Champagne Puisieulx, Ludes, Sillery, Verzenay és Val-de-Livre községekkel határos.

## Népesség
A település népességének változása:
| Lakosok száma | 773  | 723  | 674  | 751  | 707  | 680  | 661  | 640  | 629  | 622  |
|               | 1968 | 1982 | 1990 | 2006 | 2013 | 2015 | 2017 | 2019 | 2020 | 2022 |